# Оскар (12-та церемонія вручення)
12-та церемонія вручення нагород премії «Оскар» Академії кінематографічних мистецтв і наук за досягнення в галузі кінематографа за 1939 рік відбулася 29 лютого 1940 року на бенкеті у «Coconut Grove» готелю «Амбасадор» міста Лос-Анджелес, Каліфорнія, США. Ведучим був – Боб Гоуп.

## Інформація про церемонію
На цій церемонії вперше отримала «Оскар» афроамериканка. Нагорода у категорії «Найкраща жіноча роль другого плану» за роль Маммі, няньки Скарлетт О'Гари у фільмі «Звіяні вітром» була вручена Гетті Мак-Денієл.
Вперше «Оскар» почали вручати в категорії «Спецефекти». Раніше періодично присуджували нагороди «за особливі досягнення».
Також вперше «Премію «Оскар» за найкращу операторську роботу» було розділено, за чорно-білі та кольорові фільми.
Вперше більше ніж 10 номінацій отримало декілька фільмів.
Фільм «Звіяні вітром» Девіда Сельцника отримав найбільше номінацій – 13.

## Переможці та номінанти
Переможці вказуються першими, виділяються жирним шрифтом та відмічені знаком «★»
| Найкращий фільм | Найкраща режисерська робота |
| --- | --- |
| - «Звіяні вітром» — Девід Сельцник для Selznick International Pictures, Metro-Goldwyn-Mayer★ - «Темна перемога» — Девід Льюїс для Warner Bros. - «До побачення, містер Чіпс» — Віктор Савілл для Metro-Goldwyn-Mayer - «Любовна справа» — Лео Маккері для RKO Pictures - «Містер Сміт вирушає до Вашингтона» — Френк Капра для Columbia - «Ніночка» — Сідні Франклін для Metro-Goldwyn-Mayer - «Мишей і чоловіків» — Льюїс Майлстоун для Гарольд Роуч Prod., United Artists - «Диліжанс» — Вальтер Вангер для United Artists - «Чарівник країни Оз» — Мервін Лерой для Metro-Goldwyn-Mayer - «Буремний перевал» — Семюел Голдвін для Samuel Goldwyn Prod., United Artists | - Віктор Флемінг – «Звіяні вітром»★ - Сем Вуд – «До побачення, містер Чіпс» - Френк Капра – «Містер Сміт вирушає до Вашингтона» - Джон Форд – «Диліжанс» - Вільям Вайлер – «Буремний перевал» |
| Найкраща чоловіча роль | Найкраща жіноча роль |
| - Роберт Донат – «До побачення, містер Чіпс» за роль містера Чіпса«★ - Кларк Гейбл – «Звіяні вітром» за роль Ретта Батлера - Лоуренс Олів'є – «Буремний перевал» за роль Хіткліффа - Міккі Руні – «Дітки по зброї» за роль Мікі Морана - Джеймс Стюарт – «Містер Сміт вирушає до Вашингтона» за роль Джефферсона Сміта | - Вів'єн Лі – «Звіяні вітром» за роль Скарлетт О'Хара★ - Бетті Девіс – «Темна Перемога» за роль Джудіт Трахерн - Айрін Данн – «Любовна справа» за роль Террі Маккей - Грета Гарбо – «Ніночка» за роль Ніни Іванівни «Ніночки» Якушової - Грір Гарсон – «До побачення, містер Чіпс» за роль Кетрін Чіппінг |
| Найкраща чоловіча роль другого плану | Найкраща жіноча роль другого плану |
| - Томас Мітчелл – «Диліжанс» за роль доктора Буна★ - Браян Агерн – «Хуарес» за роль Максиміліана I (імператора Мексики) - Гаррі Кері – «Містер Сміт вирушає до Вашингтона» за роль Віцепрезидента США - Браян Донлевий – «Бо Гесте» за роль сержанта Маркоффа - Клод Рейнс – «Містер Сміт вирушає до Вашингтона» за роль сенатора Джозефа Гаррісона Пейна | - Гетті Мак-Денієл – «Звіяні вітром» за роль Неньки (Мамі) ★ - Олівія де Гевіленд – «Звіяні вітром» за роль Мелані Гамільтон - Джеральдін Фіцджеральд – «Буремний перевал» за роль Ізабелли Лінтон - Една Мей Олівер – «Барабани вздовж Іраку» за роль місіс Маккленнар - Марія Успенська – «Любовна справа» за роль бабусі Яни |
| Найкращий оригінальний сценарій | Найкращий адаптований сценарій |
| - «Містер Сміт вирушає до Вашингтона» – Льюїс Р. Фостер★ - «Одинока мати» – Фелікс Джексон - «Любовна справа» – Мілдред Крем, Лео Маккері - «Ніночка» – Мельхіор Ленгіел - «Молодий містер Лінкольн» – Ламар Тротті | - «Звіяні вітром» – Сідні Говард (посмертна нагорода) (за однойменним романом Марґарет Мітчелл)★ - «До побачення, містер Чіпс» – Ерік Машвіц, Р. С. Шерріф, Клавдін Вест (за однойменною новелою Джеймса Гілтона) - «Містер Сміт вирушає до Вашингтона» – Сідні Бухман (за оповіданням Льюїса Рансома Фостера «Джентльмен з Монтани») - «Ніночка» – Чарльз Брекетт, Вальтер Рейш Біллі Вайлдер (за історією Мельхіора Лінґейла) - «Буремний перевал» – Бен Гехт, Чарльз Мак-Артур (за однойменним романом Емілі Бронте)                                        |
| Найкращий ігровий короткометражний фільм, однокатушечний | Найкращий ігровий короткометражний фільм, двокатушечний |
| - «Зайняті маленькі ведмеді» – Paramount Pictures★ - Інформація, будь ласка – RKO Radio - «Пророк без честі» – Metro-Goldwyn-Mayer - «Риболовля на мечах» – Warner Bros. | - «Сини свободи» – Warner Bros.★ - «Водіння в нетверезому стані» – Metro-Goldwyn-Mayer - «П’ять разів п’ять» – RKO Radio |
| Найкраща операторська робота, кольоровий фільм | Найкраща операторська робота, чорно-білий фільм |
| - «Звіяні вітром» – Ернест Галлер, Рей Реннаган★ - «Приватне життя Єлизавети та Ессекса» – Сол Політо, В. Говард Грін | - «Буремний перевал» – Грегг Толанд★ - «Диліжанс» – Берт Гленон |
| Найкраща пісня до фільму | Найкращий анімаційний короткометражний фільм |
| - «Over the Rainbow» із «Чарівник країни Оз» – музика: Гарольд Арлен; слова: Іп Харбург"★ - «Faithful Forever» із «Мандри Гуллівера» – музика: Ральф Рейнджер; слова: Лео Робін - «I Poured My Heart Into a Song» із «Друга скрипка» – музика та слова: Ірвінг Берлін - «Wishing» із «Любовна справа» – музика та слова: Друг Десильва | - «Потворне каченя» – The Walt Disney Company, Walt Disney Productions, RKO General★ - «Об'їзд Америки» – Warner Bros. - «Мир на Землі» – Metro-Goldwyn-Mayer - «Покажчик» – The Walt Disney Company, RKO Radio |
| Best Original Score | Найкраща робота художника-постановника |
| - «Чарівник країни Оз» – Герберт Стотарт★ - «Темна перемога» – Макс Стайнер - «Вічно твій» – Вернер Янссен - «Золотий хлопчик» – Віктор Янг - «Звіяні вітром» – Макс Стайнер - «Мандри Гуллівера» – Віктор Янг - «Людина в залізній масці» – Люд Глускін, Люсьєн Моравець - «Людина завоювання» – Віктор Янг - «Медсестра Едіт Кейвел» – Ентоні Коллінз - «Мишей і чоловіків» – Аарон Копленд - «Прийшли дощі» – Альфред Ньюман - «Буремний перевал» – Альфред Ньюман | - «Звіяні вітром» – Лайл Р. Вілер★ - «Бо Гесте» – Ганс Дрейер, Роберт Оделл - «Капітан Ф'юрі» – Чарльз Д. Холл - «Перше кохання» – Джек Оттерсон, Мартін Обзіна - «Любовна справа» – Ван Нест Полґлез, Альфред Герман - «Людина завоювання» – Джон Віктор Макей - «Містер Сміт вирушає до Вашингтона» – Ліонель Банки - «Приватне життя Єлизавети та Ессекса» – Антон Грот - «Прийшли дощі» – Вільям С. Дарлінґ, Джордж Дадлі - «Диліжанс» – Олександр Толубов - «Чарівник країни Оз» – Седрік Гіббонс, Вільям А. Хорнінг - «Буремний перевал» – Джеймс Басеві |
| Best Scoring | Найкращий звук |
| - «Диліжанс» – Річард Хагеман, В. Френке Харлінг, Джон Лейпольд, Лео Шукен★ - «Дітки по зброї» – Роджер Еденс, Джорджи Столл - «Перше кохання» – Чарльз Превін - «Великий Віктор Герберт» – Філ Бутел, Артур Ланге - «Горбатий Нотр-Дам» – Альфред Ньюман - «Інтермецо» – Лу Форбс - «Містер Сміт вирушає до Вашингтона» – Тьомкін Дмитро Зіновійович - «Мишей і чоловіків» – Аарон Копленд - «Приватне життя Єлизавети та Ессекса» – Еріх Вольфганг Корнгольд - «Вона вийшла заміж за копа» – Cy Файєр - «Річка Свані» – Луї Сільверс - «Вони повинні мати музику» – Альфред Ньюман - «Шлях вниз на південь» – Віктор Янг                                                | - «Коли настане завтра» – Бернар Б. Браун★ - «Балалайка» – Дуглас Ширер - «Звіяні вітром» – Томас Т. Моултон - «До побачення, містер Чіпс» – А. В. Воткінс - «Великий Віктор Герберт» – Лорен Л. Райдер - «Горбатий Нотр-Дам» – Джон О. Ольберг - «Людина завоювання» – Чарльз Л. Лотенс - «Містер Сміт вирушає до Вашингтона» – Джон П. Лівадар - «Мишей і чоловіків» – Елмер Рагузе - «Приватне життя Єлизавети та Ессекса» – Натан Левінсон - «Прийшли дощі» – Едмунд Х. Хансен                                                                             |
| Найкращий монтаж | Найкращі візуальні ефекти |
| - «Звіяні вітром» – Хал К. Керн, Джеймс Е. Ньюком★ - «До побачення, містер Чіпс» – Чарльз Френд - «Містер Сміт вирушає до Вашингтона» – Джин Гавлік, Аль Кларк - «Прийшли дощі» – Барбара Маклін - «Диліжанс» – Отхо Лаверінг, Дороті Спенсер | - «Прийшли дощі» – Едмунд Х. Хансен, Фред Серсен★ - «Звіяні вітром» – Джек Косгров, Фред Альбін, Артур Джонс - «Тільки в янголів є крила» – Рой Девідсон, Едвін К. Хан - «Приватне життя Єлизавети та Ессекса» – Байрон Хаскін, Натан Левінсон - «Топпер здійснює подорож» – Рой Моррайт - «Юніон Пасіфік» – , Гордон Дженнінгс, Лорен Л. Райдер - «Чарівник країни Оз» – А. Арнольд Гілзпі, Дуглас Ширер |

## Фільми з кількома номінаціями та нагородами
На премії «Оскара» фільми отримали номінації та нагороди.
| Номінації | Фільм                                 | Нагороди |
| --------- | ------------------------------------- | -------- |
| 13        | «Звіяні вітром»                       | 8        |
| 11        | «Містер Сміт вирушає до Вашингтона»   | 1        |
| 8         | «Буремний перевал»                    | 1        |
| 7         | «Диліжанс»                            | 2        |
| 7         | «До побачення, містер Чіпс»           | 1        |
| 6         | «Чарівник країни Оз»                  | 2        |
| 6         | «Прийшли дощі»                        | 1        |
| 6         | «Любовна справа»                      | –        |
| 5         | «Мишей і чоловіків»                   | –        |
| 5         | «Приватне життя Єлизавети та Ессекса» | –        |
| 4         | «Ніночка»                             | –        |
| 3         | «Великий Віктор Герберт»              | –        |
| 3         | «Людина завоювання»                   | –        |
| 3         | «Перше кохання»                       | –        |
| 3         | «Темна перемога»                      | –        |
| 2         | «Барабани вздовж Ірака»               | –        |
| 2         | «Бо Гесте»                            | –        |
| 2         | «Горбатий Нотр-Дам»                   | –        |
| 2         | «Дітки по зброї»                      | –        |
| 2         | «Інтермецо»                           | –        |
| 2         | «Мандри Гуллівера»                    | –        |
| 2         | «Тільки в янголів є крила»            | –        |
| 2         | «Хуарес»                              | –        |
| 1         | «Коли настане завтра»                 | 1        |

## Ведучі церемонії нагородження преміями «Оскар»
Ведучі вказані нижче в послідовності вручення нагород.
| Ведучі                | Нагороди |
| --------------------- | --- |
| Дерріл Занук          | «Науково-технічні досягнення», «Найкращий монтаж», «Найкращий звук», «Найкраща операторська робота», «Найкраща робота художника-постановника», «Найкращі візуальні ефекти» |
| Джин Бак              | Музичні нагороди |
| Боб Гоуп              | Короткометражні нагороди |
| Міккі Руні            | «Молодіжна нагорода Академії» Джуді Ґарленд |
| Мервін Лерой          | «Найкращий режисер» |
| Сінклер Льюїс         | Нагороди за письменництво |
| Ю. Френк Фрімен       | «Найкращий фільм» |
| Безіл О'Коннор        | Спеціальні нагороди Джину Гершолту, Ральфу Моргану, Ральфу Блоку, Конраду Найджелу                                                                                         |
| Ернест Мартін Гопкінс | Нагорода імені Ірвінга Тальберга |
| Вальтер Вангер        | Пам'ятна нагорода Дугласу Фербенксу |
| Фей Бейнтер           | «Найкраща чоловіча роль другого плану», «Найкраща жіноча роль другого плану»                                                                                               |
| Спенсер Трейсі        | «Найкраща чоловіча роль», «Найкраща жіноча роль» |

## Спеціальні нагороди
| Почесний «Оскар» «визнаючи унікальний і видатний внесок Дугласа Фербенкса, першого Президента Академії, в міжнародний розвиток кінематографа» |  | Дуглас Фербенкс відомий американський актор, зірка німого кіно. Виконавець ролей у гостросюжетних та пригодницьких фільмах                                                     |
| Почесний «Оскар» «визнаючи видатні заслуги перед галуззю протягом минулого року Фонду допомоги кінофільмам і його прогресивне лідерство»      |  | Фонд Кіно і Телебачення Вручено Джину Гершолту, президенту; Ральфу Моргану, голові виконавчого комітету; Ральфу Блоку, першому віцепрезиденту; та Конраду Найджелу.            |
| Почесний «Оскар» «за видатні досягнення у використанні кольору для посилення драматичного настрою у фільмі «Звіяні вітром»                    |  | Вільям Кемерон Мензіс американський художник-постановник і артдиректор, який також працював режисером, продюсером і сценаристом під час кар'єри, яка охоплює п'ять десятиліть  |
| Почесний «Оскар» «за свій внесок у успішне виведення триколірної продукції на екран»                                                          |  | Компанія «Technicolor» |
| Нагорода імені Ірвінга Тальберга |  | Девід Сельцник американський кінорежисер та продюсер |
| Молодіжна нагорода Академії за фільм «Чарівник країни Оз»                                                                                     |  | Джуді Ґарленд американська акторка й співачка, визнана за свої ролі в мюзиклах і драмах, а також за музичні здібності. Її кар'єра в шоу-бізнесі тривала 45 з 47 років її життя |